# Polizei SV Osnabrück
Der Polizei SV Osnabrück (offiziell: Polizeisportverein Osnabrück e.V.) war ein Sportverein aus Osnabrück. Die Handballmannschaft der Frauen spielte ein Jahr in der Bundesliga.

## Geschichte
Das Gründungsjahr des Vereins ist nicht bekannt. Neben Handball bot der Polizei SV Osnabrück noch Boxen, Fechten, Judo und Taijiquan an. Im Jahre 2003 kam es zur Verschmelzung mit dem Verein Raspo Osnabrück, bei der der Polizei SV aufgelöst wurde und die Mitglieder dem Verein Raspo beitraten.
Die Handballmannschaft der Frauen gehörten im Jahre 1972 zu den Gründungsmitgliedern der Regionalliga Nord und schaffte drei Jahre später als Tabellendritter die Qualifikation für die neu geschaffene Bundesliga Nord. Am Ende der Saison 1975/76 mussten die Osnabrückerinnen absteigen. Am letzten Spieltag kam die Mannschaft gegen den bis dato punktlosen Mitabsteiger SC Germania List nicht über ein Unentschieden hinaus, während der direkte Konkurrent Holstein Kiel gleichzeitig bei der UTG Witten gewann. In der folgenden Regionalligasaison wurde der Polizei SV in die Drittklassigkeit durchgereicht und verschwand in untere Spielklassen.
Die Handballmannschaft der Männer erreichte zwischen 1957 und 1959 dreimal in Folge die Endrunde um die Niedersachsenmeisterschaft. Im Jahre 1962 stieg die Mannschaft ab und verschwand in unteren Spielklassen.